# Zeme
Zeme là một đô thị ở tỉnh Pavia, trong vùng Lombardia của Ý.
Các đơn vị trực thuộc:
Các đô thị giáp ranh: Castello d'Agogna, Cozzo, Olevano di Lomellina, Sant'Angelo Lomellina, Valle Lomellina, Velezzo Lomellina.